# زایمان در زامبیا
زایمان در زامبیا (انگلیسی: Childbirth in Zambia) تحت تأثیر عوامل فرهنگی و اجتماعی خاصی قرار دارد. بیشتر زایمان‌ها در خانه انجام می‌شود و تنها درصد کمی از زایمان‌ها تحت نظارت مامای متخصص یا در مراکز بهداشتی انجام می‌شود. زنان در هنگام زایمان معمولاً از حضور افراد نزدیک مانند دختران، خواهران یا دوستان خود بهره می‌برند، اما حضور مردان یا همسر در فرایند زایمان معمولاً پذیرفته نمی‌شود. در این کشور، زنان به‌ویژه در زایمان‌های خانگی آزادی بیشتری در انتخاب وضعیت زایمان دارند، اما در بیمارستان‌ها محدودیت‌هایی وجود دارد.
در بسیاری از موارد، در صورتی که مشکلی در حین زایمان پیش آید، زنان به مراکز درمانی منتقل می‌شوند، زیرا در خانه‌ها امکانات کافی برای مقابله با شرایط اضطراری وجود ندارد. استفاده از فناوری‌های پزشکی در مراکز درمانی محدود است و نظارت مداوم بر وضعیت جنین در بیشتر مراکز زایمان انجام نمی‌شود.
پس از زایمان، جفت معمولاً دفن می‌شود تا از مادر و نوزاد در برابر جادوگری محافظت شود و اعتقاد بر این است که این کار به حفظ باروری زنان کمک می‌کند. در نهایت، بسیاری از زنان در زایمان‌های خانگی احساس راحتی بیشتری دارند، اما در صورت بروز مشکلات جدی، به دلیل کمبود امکانات، به مراکز درمانی منتقل می‌شوند.
نرخ مرگ و میر مادران در زامبیا ۲۲۴ مرگ در هر ۱۰۰٬۰۰۰ تولد است که ۲۳امین بالاترین نرخ در جهان می‌باشد. میانگین سن مادران هنگام تولد فرزند ۱۹٫۳ سال است و نرخ باروری ۵٫۷۲ فرزند به ازای هر زن می‌باشد که ۷امین بالاترین نرخ در جهان است. نرخ استفاده از وسایل پیشگیری از بارداری تنها ۴۰٫۸٪ است و نرخ تولد ۴امین بالاترین نرخ در جهان با ۴۲٫۱۳ تولد به ازای هر ۱٬۰۰۰ نفر جمعیت می‌باشد. بیماری‌های عفونی یکی از عوامل اصلی در وضعیت نامطلوب سلامت در این کشور هستند و خطر ابتلا به بیماری‌هایی مانند اسهال پروتوزوآ و باکتریایی، هپاتیت A، تب تیفوئید، مالاریا، تب دنگی، شیستوزومیاز و هاری بسیار بالا است. نرخ شیوع اچ‌آی‌وی/ایدز در بزرگسالان ۱۲٫۳۷٪ است که ۷امین بالاترین نرخ در جهان است.
به دلیل نتایج ضعیف سلامت برای مادران و چالش‌ها در دسترسی به مراقبت‌های بهداشتی، تأثیر قابل توجهی بر فرهنگ تولد در زامبیا وجود دارد. تنوع زبانی و قومی نقشی در تنوع مراقبت‌ها در سراسر کشور ایفا می‌کند. تأسیس ایمنی برای مادر و نوزاد از طریق بهبود سلامت ملی، به‌ویژه در خصوص بیماری‌های عفونی و دسترسی به آب آشامیدنی سالم، اولویت اصلی زامبیا است.

## رفتارها و باورهای بارداری
باورهای فرهنگی در دوران بارداری، ارزش‌ها و سنت‌ها می‌توانند تأثیر زیادی بر نگرش افراد نسبت به روش‌های زایمان، تعاریف مختلف از روش‌ها و تصمیماتی که در این زمینه اتخاذ می‌کنند، داشته باشند. برای ایجاد نگرش مثبت فرهنگی و دینی نسبت به زایمان طبیعی، باید آگاهی زنان از طریق روش‌های مختلف افزایش یابد و اشتباهات موجود اصلاح شوند. در دوران بارداری، احتیاط‌های اضافی به دلیل باور به وضعیت ضعیف جسمی و روحی زن و نوزاد گرفته می‌شود؛ این بدان معناست که آن‌ها بیشتر مستعد بیماری و نیروهای شیطانی هستند. اقدامات پیشگیرانه شامل تغییرات در تغذیه زنان است. برخی از غذاها برای جنین مضر محسوب می‌شوند و باید توسط مادر اجتناب شوند. به عنوان مثال، خوردن تخم‌مرغ در دوران بارداری موجب می‌شود که نوزاد بدون مو به دنیا بیاید. خوردن ماهی می‌تواند باعث نقص مادرزادی در نوزاد شود.
مراقبت‌های پس از زایمان به‌طور گسترده در دسترس نیست یا استفاده نمی‌شود، اما تحقیقات نشان داده‌اند که دسترسی به مراقبت‌های پیش از زایمان در آمادگی برای تولد با مراقبت‌های بهتر پس از زایمان و استفاده از وسایل پیشگیری از بارداری مرتبط است. استفاده از کنترل بارداری پس از زایمان و برنامه‌ریزی خانواده به نتایج بهتر سلامت مادر منجر می‌شود که شامل کاهش تعداد بارداری‌ها، کاهش انتقال بیماری‌های مقاربتی و کاهش کلی خطر مرگ و میر مادران است.
دسترسی به آب آشامیدنی سالم یکی از نگرانی‌های عمده در زامبیا است. ۸۵٫۶٪ از جمعیت مناطق شهری و ۵۱٫۳٪ از جمعیت مناطق روستایی به منابع آب بهبود یافته دسترسی دارند، و ۱۴٫۴٪ از جمعیت شهری و ۴۸٫۷٪ از جمعیت روستایی به منابع آب غیر بهبود یافته دسترسی دارند. دسترسی به تأسیسات بهداشتی در ۴۴٫۴٪ از جمعیت شهری و ۶۴٫۳٪ در جمعیت روستایی بهبود نیافته است.
به زنان اجازه داده نمی‌شود که پس از ماه هشتم بارداری رابطه جنسی داشته باشند، زیرا باور بر این است که این کار از بروز «لایه سفید» (ورنیکس) بر روی پوست نوزاد هنگام تولد جلوگیری می‌کند. علاوه بر این، روابط خارج از ازدواج اعتقاد دارند که به نوزاد آسیب می‌زند.
غذاهای خاصی وجود دارند که زنان در دوران بارداری و زایمان مجاز به خوردن یا نخوردن آن‌ها هستند، زیرا ممکن است تأثیرات ماندگاری بر سلامت کودک داشته باشند. به عنوان مثال، زنان مجاز به خوردن تخم‌مرغ نیستند.

## زایمان
زایمان معمولاً در خانه زن باردار انجام می‌شود و در صورت بروز مشکلات، به مرکز زایمان منتقل می‌شود. اما به دلیل محدودیت‌های جغرافیایی، گاهی حمل‌ونقل ممکن نیست و این موانع جغرافیایی به نتایج ضعیف سلامت مادران کمک می‌کند.
زایمان باید یک امر خصوصی باشد که بین زن و چند نفر از افراد پشتیبان او صورت گیرد، و زن معمولاً خود را از کسانی که نقش پشتیبان ندارند، جدا می‌کند. همچنین مردان اجازه ندارند که در روند زایمان دخالت کنند.
مادران در حال زایمان معمولاً به شیوه‌هایی رفتار می‌کنند که با انتظارات اجتماعی از نحوه رفتار یک مادر در حال زایمان همخوانی دارد. به عنوان مثال، باور بر این است که مادران نباید در طول فرایند زایمان فریاد بزنند زیرا این ممکن است به مشکلاتی برای نوزاد منجر شود.
زنان توسط «امبوسا» (دستیاران زایمان) تشویق می‌شوند که هرگاه درد را احساس کردند، فشار بیاورند. امبوساها همچنین از پارچه‌هایی به نام «چیتنگه» برای کمک به زنان در تغییر وضعیت‌های مختلف استفاده می‌کنند تا درد آن‌ها کاهش یابد.
سه تا چهار زن می‌توانند در طول فرایند زایمان و تولد حضور داشته باشند. این زنان معمولاً بستگان یا دوستان نزدیک مانند دختران، خواهران، خواهرزاده‌ها، همسایگان و همسران شریک زندگی هستند. اگر زنی به غیر از چند نفر از بستگان و دوستان نزدیک خود اعلام کند که در حال زایمان است، باور بر این است که او دچار جادو می‌شود و مشکلاتی در طول فرایند زایمان به وجود خواهد آمد. زنان در حال زایمان و مادرانی که در حال تولد هستند ترجیح می‌دهند کسی از نزدیکانشان به عنوان شخص پشتیبان کنارشان باشد، اما وقتی نام شخصی را که می‌خواهند در کنارشان باشد اعلام می‌کنند، معمولاً همسر یا فرد مرد به عنوان پشتیبان نام برده نمی‌شود.
امبوساها (دستیاران زایمان) بر این باورند که مداخله کمتر در طول فرایند زایمان بهتر است. با این حال، گاهی از استراتژی‌های مختلفی برای تسریع فرایند زایمان استفاده می‌کنند. این استراتژی‌ها شامل فشار بر بخش بالای شکم، استفاده از یک چوب آشپزی برای اعمال فشار در دهان، و حرکت فیزیکی مادر است. رفلکس تهوع برای کمک به تسریع فرایند زایمان یا تحویل جفت به کار می‌رود.

## تولد
فقط ۵٫۴٪ از تولدها در زامبیا توسط یک متخصص زایمان سنتی آموزش‌دیده انجام می‌شود. بیشتر زنان در حال زایمان در دوره پیش از زایمان شخصی از شبکه اجتماعی خود را به عنوان پشتیبان دارند، اما اگر زنی در بیمارستان زایمان کند، احتمالاً پشتیبان او در طول فرایند زایمان حاضر نخواهد بود. این زنان «امبوسا» نامیده می‌شوند. امبوساها و کسانی که در طول فرایند زایمان به عنوان پشتیبان عمل می‌کنند، هیچ آموزش یا تحصیلات رسمی در زمینه مراقبت از زنان باردار ندارند. در بیشتر موارد، آن‌ها مهارت‌های لازم برای مقابله با بحران‌های زایمانی را ندارند. در این موارد، آن‌ها ترجیح می‌دهند مادران را به مراکز زایمان منتقل کنند تا اینکه زایمان در خانه انجام شود. نقش‌های اصلی امبوساها در طول فرایند زایمان شامل ارائه حمایت‌های عاطفی به مادر است.
هنگامی که مادران به مراکز زایمان منتقل می‌شوند، اغلب قدرت تصمیم‌گیری ندارند. بسیاری از امبوساها و کسانی که مادران را به مرکز زایمان می‌آورند، معمولاً فقط در ساعات ملاقات اجازه دارند در اتاق حضور داشته باشند، اما بسیاری از زنان ترجیح می‌دهند خارج از واحد منتظر بمانند. اگر مادر بتواند در خانه زایمان کند، بیشتر قدرت در طول کل فرایند هنوز در دست خود اوست. علاوه بر این، زنانی که در مراکز درمانی زایمان می‌کنند، بیشتر در معرض «روش‌های جراحی اجباری» قرار می‌گیرند. این روش‌ها شامل موقعیت‌های زایمان است که برای ارائه‌دهنده خدمات بهداشتی راحت‌تر است اما برای زن در حال زایمان مناسب نیست.
۵۳٪ از تولدها در خانه انجام می‌شود. اکثریت تولدهای باقی‌مانده در مراکز زایمان و بیمارستان‌ها صورت می‌گیرد. به نظر می‌رسد که یک شکاف میان زنانی که در مراکز درمانی زایمان کرده‌اند و زنانی که در خانه زایمان کرده‌اند وجود دارد. این تفاوت با این واقعیت اثبات می‌شود که زنانی که در خانه زایمان کرده‌اند، پس از زایمان به اندازه زنانی که در مراکز درمانی زایمان کرده‌اند، مراقبت‌های پس از زایمان دریافت نمی‌کنند. زنانی که انتخاب می‌کنند در خانه زایمان کنند، بیان می‌کنند که در کلینیک‌های مراقبت پس از زایمان احساس خوش‌آمدگویی نمی‌کنند.
در زایمان‌های خانگی معمولاً مادران آزادی دارند تا وضعیت زایمانی که برایشان راحت‌تر است را انتخاب کنند: برخی از این وضعیت‌ها شامل نشستن، زانو زدن و چمباتمه زدن هستند. امبوساها با استفاده از چیتنگه (پارچه‌ای که زنان زامبیا برای بستن دور کمر استفاده می‌کنند) به تغییر وضعیت مادر کمک می‌کنند. زنانی که در مراکز درمانی زایمان می‌کنند، ممکن است آزادی کمتری در انتخاب وضعیت داشته باشند.
شبیه به درد تجربه‌شده در طول زایمان، زنان در حال زایمان تشویق می‌شوند که از درد عبور کنند. معمولاً هیچ تسکین درد دارویی به مادرانی که در خانه زایمان می‌کنند، داده نمی‌شود و امبوساها از تغییر وضعیت‌های مختلف برای کاهش درد مادر استفاده می‌کنند.
پس از تولد جفت، آن را در مکان خاصی نزدیک خانه یا روستا دفن می‌کنند. این کار برای محافظت از مادر و نوزادش در برابر جادوگری انجام می‌شود. جفت همچنین نقش مهمی در حفظ باروری زنان دارد. یکی از امبوساها می‌گوید: «جفت دفن می‌شود به طوری که طرفی که نوزاد در آن قرار دارد به سمت آسمان باشد و انتهای بند ناف نمایان باشد تا وقتی بند ناف از نوزاد جدا شد، با بند ناف دفن‌شده با جفت متصل باشد تا از باروری محافظت شود.»
برخی از زنان احساس شرم را عامل تعیین‌کننده رفتارهای شخصی خود می‌دانند. در یک مطالعه کیفی، یکی از زنان بیان کرد: «من احساس شرم می‌کنم که کسی کنارم باشد زیرا صدای زیادی می‌دهیم و پوشیده نیستیم.» علاوه بر این، با حضور یک فرد پشتیبان، زنان احساس می‌کنند که باید رفتارهایشان دقیقاً با هنجارهای اجتماعی همخوانی داشته باشد، زیرا ممکن است آن فرد به دیگران بگوید اگر مطابق با این هنجارها عمل نکنند.
اگر مشکلی پیش بیاید، زنانی که در خانه زایمان کرده‌اند، منابع یا مهارت‌های لازم برای درمان در خانه را ندارند و در صورتی که بتوانند از نظر لجستیکی به مرکز زایمان منتقل شوند، به آنجا فرستاده می‌شوند. هنجارهای اجتماعی گاهی مشکلات یا بیماری‌های مادر و/یا نوزاد را به عنوان تقصیر مادر به دلیل رفتارهای او در طول بارداری یا زایمان می‌دانند.
در زایمان‌های خانگی، از فناوری‌های زایمانی استفاده نمی‌شود و این یکی از دلایل انتقال زایمان‌های خانگی با مشکلات به مراکز درمانی است. استفاده از فناوری در بیمارستان‌ها نیز محدود است. به عنوان مثال، نظارت مداوم بر وضعیت جنین در بیشتر مراکز زایمان انجام نمی‌شود. در بیمارستان‌ها، نرخ اپیزیاتومی مستند نمی‌شود، اما تخمین زده می‌شود که حدود ۲۸٪ باشد.